# ヴォルフガンク・ロルフ
- ヴォルフガング・ロルフ
- ウォルフガング・ロルフ

ヴォルフガンク・ロルフ（Wolfgang Rolff, 1959年12月26日 -）は、ドイツ、ラムシュテット出身の元サッカー選手、サッカー指導者。現役時代のポジションはMF。

## 経歴
ハンブルガーSVでは、1982-83シーズンにチャンピオンズカップ決勝でユヴェントスを破って優勝した。1983年のインターコンチネンタルカップでは、グレミオに1-2で敗戦した。1984-85シーズン、3月30日のビーレフェルト戦では、試合中のGKの怪我により、急遽GKとしてプレーしたが、2ゴールを許した。
1986-87シーズンにレバークーゼンに加入、1987-88シーズンのUEFAカップ決勝では、キャプテンとして優勝を果たした。
1983年2月22日にポルトガル戦で代表デビュー。1984年の欧州選手権では2試合に起用された。1986年のワールドカップ・メキシコ大会では、グループリーグのデンマーク戦と準決勝のフランス戦(ミッシェル・プラティニをよく抑え込んだ。)の2試合に先発起用され、準優勝。1988年の欧州選手権では西ドイツの全4試合のうち、3試合で先発起用された。西ドイツ代表では通算37試合でプレーした。
引退後、様々なチームのアシスタントコーチを務めたが。1998年にVfBシュトゥットガルトを2014年にヴェルダー・ブレーメン、2016年にハノーファー96を率いた。2020年からは、アラブ首長国連邦のラヴァル・ユナイテッドを率いている。

## タイトル
ハンブルガー
- チャンピオンズカップ : 1982-83

レヴァークーゼン
- UEFAカップ : 1987-88

西ドイツ
- ワールドカップ準優勝 : 1986